# ストーン・コールド -影に潜む-
『ストーン・コールド -影に潜む-』（原題：Stone Cold）は、アメリカ合衆国のテレビ映画。原作はロバート・B・パーカーの警察署長ジェッシィ・ストーン シリーズ第4作である小説『影に潜む』（2003年発表）。
アメリカ合衆国では2005年2月20日にCBSで放送された。日本では『警察署長 ジェッシイ・ストーン 影に潜む』という新タイトルでDVDが販売されている。

## キャスト
| 役名                     | 俳優                     | 日本語吹替 |
| ------------------------ | ------------------------ | ---------- |
| ジェッシイ・ストーン     | トム・セレック           | 柴田秀勝   |
| リタ                     | ミミ・ロジャース         | 横尾まり   |
| ブリアンナ・リンカーン   | ジェーン・アダムス       | 高松由香   |
| アンドリュー・リンカーン | レグ・ロジャース         | 堀秀行     |
| モリー・クレーン         | ヴァイオラ・デイヴィス   | 梅田貴公美 |
| スーツ                   | コール・サダス           | 荒川大三郎 |
| デアンジェロ             | ヴィト・レッザ           | 木村雅史   |
| ヒーリー                 | スティーヴン・マクハティ | 佐藤正治   |
| アビー・タイラー         | ポリー・シャノン         | 水城レナ   |
|                          | アレクシス・ジーナ       |            |

- その他の声の吹き替え：川名真知子／山下絵里香／石井英明／藤本たかひろ／中村悠一／吉見一豊／楠見尚己／寺瀬今日子